# Pratapgarh (Tripura)
Pratapgarh is een census town in het district West-Tripura van de Indiase staat Tripura. 

## Demografie
Volgens de Indiase volkstelling van 2001 wonen er 25.890 mensen in Pratapgarh, waarvan 51% mannelijk en 49% vrouwelijk is. De plaats heeft een alfabetiseringsgraad van 72%. 